# جامع‌لی (امام‌اغلو)
جامع‌لی (به ترکی استانبولی: Camili) یک منطقهٔ مسکونی در ترکیه است که در امام‌اغلو واقع شده‌است.